# Luigi Samele
Luigi Samele (født 25 juli 1987) er en italiensk fægter med speciale i sabel. 

## Karriere
Han repræsenterede sit land ved sommer-OL 2012 i London, hvor han vandt bronze i holdkonkurrencen.
Ved sommer-OL 2020 i Tokyo, som blev afholdt i 2021, tog han sølv i den individuelle konkurrence og sølv i holdkonkurrencen.
Ved sommer-OL 2024 i Paris vandt han bronze i den individuelle konkurrence.